# 泰绍
泰绍，是匈牙利佩斯州所辖的一个村。总面积4.38平方公里，总人口80，人口密度18.3人/平方公里（2011年1月1日）。